# Santa Luzia (Minas Gerais)
Santa Luzia ist eine brasilianische Stadt und liegt ca. 20 km nordöstlich von Belo Horizonte. Sie hat ca. 200.000 Einwohner und der gleichnamige Bezirk umfasst die beiden Dörfer São Benedito und Santa Luzia. Der Fluss, der durch das Dorf fließt, ist der Rio das Velhos. Sein Wasser ist nicht genießbar. Ebenso gibt es durch diverse Verunreinigungen keine Lebewesen darin.
Durch zahlreiche Condominiums (eingezäunte und überwachte Wohnanlagen im Einfamilienhausstil) hat Santa Luzia in den letzten Jahren sehr an Wert gewonnen. Die Mittel- und Oberschicht von Belo Horizonte leistet sich hier gerne ein Wochenendhäuschen im Grünen. Sicherheit, Infrastruktur, Versorgungsmöglichkeiten usw. lassen dies auch erkennen.

## Söhne und Töchter der Stadt
- Eurico Nicolau de Lima Neto (* 1994), Fußballspieler